# Theridion thorelli
Theridion thorelli là một loài nhện trong họ Theridiidae.
Loài này thuộc chi Theridion. Theridion thorelli được Ludwig Carl Christian Koch miêu tả năm 1865.